# Danijel Miletić
Danijel Miletić (Heppenheim, 15 dicembre 2000) è un giocatore di football americano tedesco, che gioca nel ruolo di offensive lineman per i Frankfurt Galaxy.
Anche suo fratello maggiore David gioca a football americano.